# Poison Arts
Poison Arts (ポイズン・アーツ) is een hardcore/metal-band uit Tokio, geformeerd in 1982. De band vermengt elementen van speedmetal en punk. Ze begonnen in 1982 als Poison, maar eind jaren 80 bleek dat er al een gelijknamige band uit Amerika bestond. Vervolgens werd Arts toegevoegd aan de naam. Poison Arts deelde meermaals het podium met genregenoot Gastunk.
De derde ep Mystery Temptation verscheen bij Extasy Records, het label van drummer/toetsenist Yoshiki, van X Japan.
De gitarist speelde tevens bij Death Side en Paintbox gitaar. Op 1 maart 2008 verscheen Poison Arts' vierde studioalbum, Rising Sun. Hierop staan meerdere odes aan het overlijden van Chelsea.

## Bandleden

### Laatst bekende lineup
- Yoshihiro Hiraoka (zang)
- Famous(gitaar)
- Tetsuya(basgitaar) ex-ASSFORT
- 乱倫(drums)

### Ex-leden
- Chelsea (gitaar) - † 17 augustus 2007
- Aki (gitaar)
- Sakyo (basgitaar)
- Koji (drums)

## Discografie

### Ep's
- 1985 - Doku
- 1986 - Hot Rod
- 1986 - Mystery Temptation

### Albums
- 1988 - Kick Rock
- 1989 - One Hundred Dragon
- 1989 - Poison Arts
- 2008 - Rising Sun
- 2014 - Merrygoround, Poison Arts - Metalcore Vibration

### Singles
- 1988 - Hi-Energy

### Compilaties
- 2003 - Poison/Poison Arts Discography
- 2012 - Mystery Temptation

### Splits
- 1988 - Attack Of 4 Tribes
- 1989 - Game Of Death
- 1990 - Slice Selection